# Nelson López
Nelson Juan López (Bell Ville, 24 giugno 1941) è un ex calciatore argentino, di ruolo difensore.

## Carriera

### Club
Cresciuto nel River Plate, vi giocò 7 partite. Partì quindi con diverse brevi destinazioni (Rosario Central, Internacional) prima di arrivare al Banfield dove si fermerà quattro anni trovando anche l'esordio in Nazionale. Nel 1969 passa all'Huracan, nel 1971 al San Lorenzo di Mar del Plata. Si ritira nel 1972.

### Nazionale
Con la Nazionale di calcio dell'Argentina partecipò al Mondiale di Inghilterra 1966 senza giocare. In totale con la maglia albiceleste giocò 5 partite senza gol.